# Maude Adamsová (1872–1953)
Maude Ewing Adams Kiskadden, profesním jménem známá jako Maude Adams, (11. listopadu 1872 Salt Lake City, Utah, USA – 17. července 1952 Tannersville, stát New York) byla americká herečka, která se nejvíc proslavila v postavě Petra Pana v muzikálové produkci Petr Pan; Kluk, který nikdy nevyrostl, v níž poprvé vystoupila na Broadwayi v roce 1905. Její herecký talent přitáhl do divadla velké publikum, což jí pomohlo stát se nejúspěšnější a nelépe placenou herečkou té doby. Na vrcholu kariéry činil její roční příjem 1 milion dolarů.
Maude začala hrát už jako dítě, když doprovázela svou matku herečku na turné. V 16 letech debutovala na Broadwayi pod vedením Charlese Frohmana a počátkem 90. let 19. století se stala velmi populární po boku Johna Drewa mladšího. Od roku 1897 hrála ve hrách J. M. Barrieho, jako například The Little Minister, Quality Street, Co každá žena ví a Petr Pan. Tyto hry z ní učinily nejoblíbenější herečku v New Yorku. Její poslední hrou na Broadwayi byl Polibek pro Popelku.
Dne 21. června 1909 vystoupila v jediném vystoupení v Schillerově hře Panna Orleánská předvedené na Harvardově stadionu v Bostonu. Adamsová tehdy ztělesnila hlavní hrdinku Janu z Arku. Kostýmy a kulisy pro toto představení navrhl Alfons Mucha, který též namaloval portrét Maude Adamsové jako Panny Orleánské, který byl před představením vystavován, jako by to byl plakát.
Poté se v roce 1918 po těžkém onemocnění chřipkou stáhla do ústraní. Po třináctileté přestávce se objevila v několika Shakespearových hrách a poté učila herectví v Missouri. Na odpočinek se odstěhovala do severní části státu New York.
Zemřela 17. července 1952 ve věku 80 let ve svém letním domku v Tannersville ve státě New York a je pochována na hřbitově Kongregace sester Večeřadla v Lake Ronkonkoma ve státě New York.

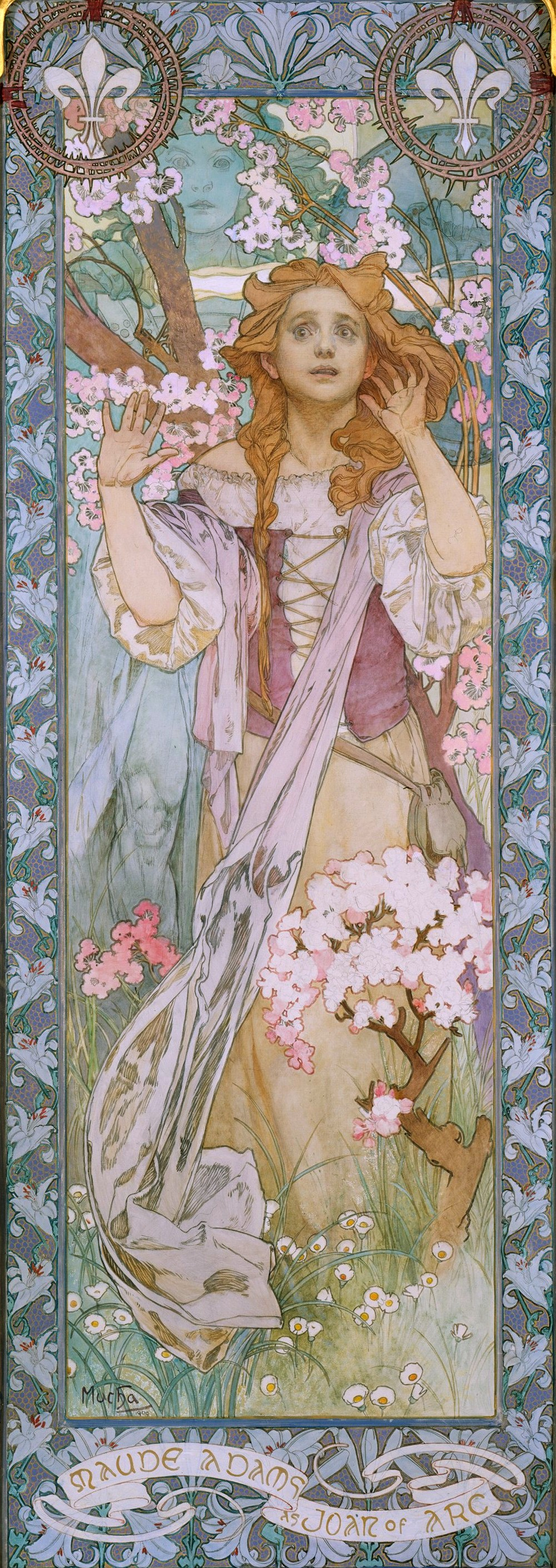
Maude Adams jako Jana z Arku na obraze Alfonse Muchy

## Mládí a původ
Narodila se v Salt Lake City v Utahu. Byla dcerou Asaneth Ann (rozené Adams) a Jamese Henryho Kiskaddena. Její matka byla herečka a její otec pracoval pro banku a v dolech. Ví se, že otec zemřel, když byla ještě hodně malá. James nebyl mormon; Maud jednou uvedla, že byl křesťan. Příjmení Kiskadden je skotské. Z matčiny strany měla pradědečka, jménem Platt Banker, který pocházel z Plattsburghu ve státě New York. Přidal se k náboženské skupině mormonů a jeho rodina se přestěhovala do Missouri. Dcera jejího pradědy, tedy její babička, si tu vzala Barnabuse Adamse, s nímž se odstěhovala do Utahu, do Salt Lake City. Zde se také narodila její matka a poté i ona sama.
Maud se poprvé objevila na jevišti již ve svých dvou měsících ve hře The Lost Baby v divadle na Univerzitě Brighama Younga, znovu se pak na scéně objevila jako devítiměsíční, když ji matka v jedné ze svých her chovala v náručí.

## Účinkování na Broadwayi

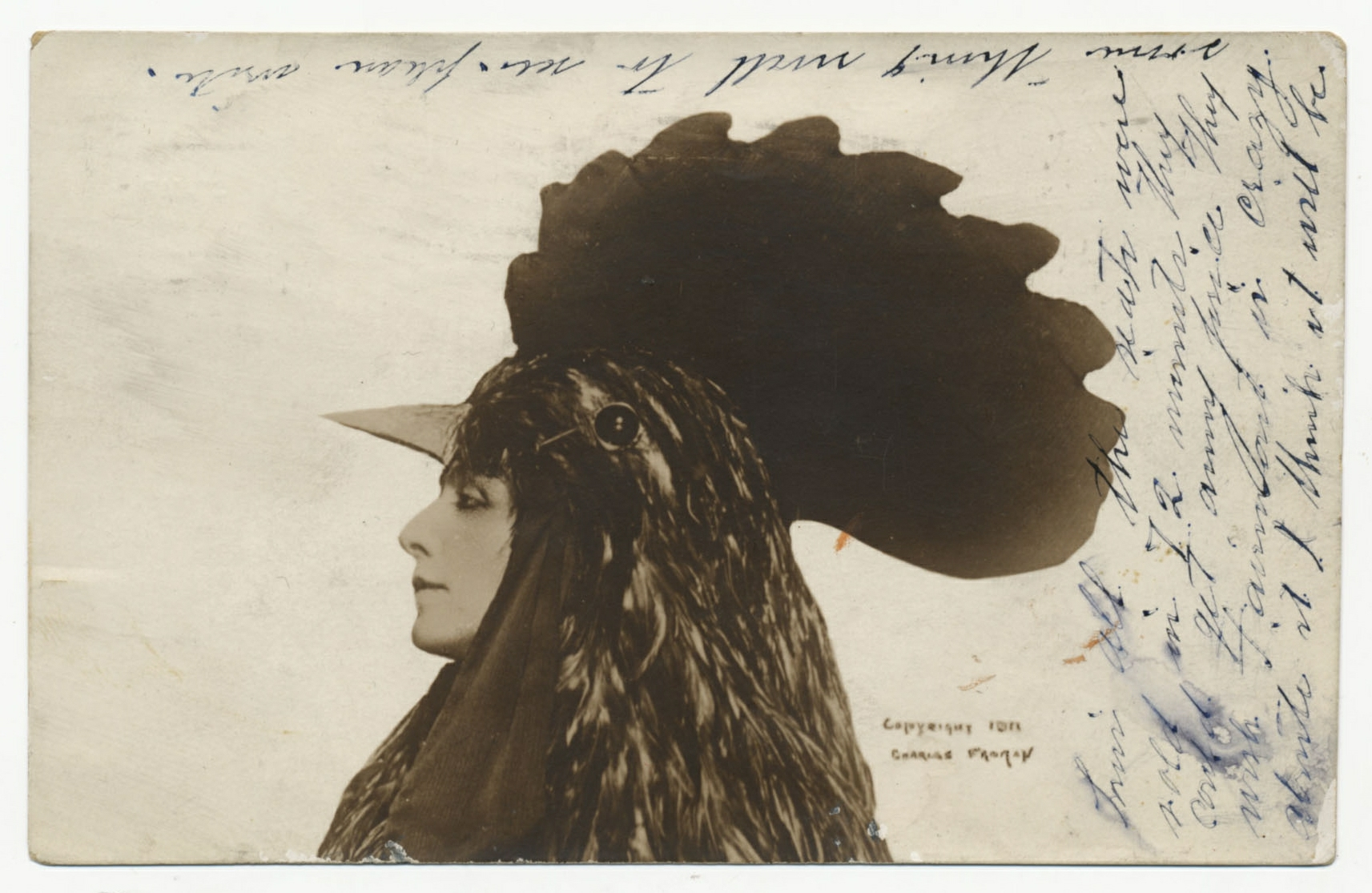
Maude ve hře Chantecler (1911)

| - The Paymaster (1888) - Lord Chumley (1888) - Půlnoční zvonek (1889) - Muž a žena (1890) - Maskovaný balón (1892) - Motýli (1894) - Obchod Bauble (1894) - The Imprudent Young Couple (1895) - Christopher mladší. (1895) - The Squire of Dames (1896) - Rosemary (1896) - Malý ministr (1897 a 1904) - Romeo a Julie (1899) | - L'Aiglon (1900) - Kvalitní ulice (1901) - The Pretty Sister of Jose (1903) - ’Op o’ Me Thumb (1905) - Peter Pan (1905, 1906, 1912 a 1915) - Kvalitní ulice (1908) - The Jesters (1908) - The-Merry-Go-Round (1908) - Co všechno ženy ví (1908) - Chantecler (1911) - Legenda o Eleonoře (1914) - Malý ministr (1916) - Polibek pro Popelku (1916) |